# 미우라 가즈미
미우라 가즈미(일본어: 三浦 和美, 1941년 10월 16일 ~ )는 일본의 전 프로 야구 선수이다. 히로시마현 출신이며 현역 시절 포지션은 외야수였다.

## 인물
고료 고등학교 시절에는 동기이자 에이스인 사코야 도미조(이후 긴키 대학에 입학)를 앞세우고 외야수로서 1959년 춘계·하계 고시엔 대회에 연속으로 출전했다. 춘계 선발 대회(제31회 선발 고등학교 야구 대회)의 1차전에서 아시야 고등학교(효고현)의 안도 도시오에게서 0대 1로 완봉패를 당했다. 하계 선수권 대회(제41회 전국 고등학교 야구 선수권 대회)의 2차전에서 우쓰노미야 공업고등학교(도치기현)의 오이 미치오에게 막혀 1대 2로 패했다. 8월 말부터는 전일본 고등학교 선발의 일원으로 미국 하와이 원정에 참가했다. 고교 동기로는 구보 쇼지, 1년 후배인 마스오카 겐조(히로시마)가 프로에 입단했다.
이후 메이지 대학에 진학하여 도쿄 6대학 야구 리그에서는 1961년 춘계 리그에서 우승을 경험했다. 같은 해에 열린 전일본 대학야구 선수권 대회의 준결승전에서 니혼 대학한테 졌다. 3학년 때부터 주전으로 기용돼 1962년 추계 리그에서 게이오기주쿠 대학과 우승을 놓고 경쟁했지만 2위에 그쳤다. 대학 동기로는 이시오카 고조, 구라시마 게사노리 등이 있었다.
1964년 히로시마 카프에 입단하여 강한 어깨와 빠른 발은 갖춘 외야수로 기대됐다. 프로 1년째부터 1군 엔트리에 올랐고 1965년에는 중견수로서 4경기, 좌익수로서는 1경기에 선발 출전했다. 하지만 그 이후에는 출전 기회가 줄어들었고 1966년을 마지막으로 현역에서 은퇴했다.

## 상세 정보

### 출신 학교
- 고료 고등학교
- 메이지 대학

### 선수 경력
- 히로시마 카프(1964년 ~ 1966년)

### 등번호
- 24(1964년 ~ 1966년)

### 연도별 타격 성적
| 연 도      | 소 속      | 경 기 | 타 석 | 타 수 | 득 점 | 안 타 | 2 루 타 | 3 루 타 | 홈 런 | 루 타 | 타 점 | 도 루 | 도 루 자 | 희 생 번 | 희 생 플 | 볼 넷 | 고 4 | 사 구 | 삼 진 | 병 살 타 | 타 율 | 출 루 율 | 장 타 율 | O P S |
| ---------- | ---------- | ----- | ----- | ----- | ----- | ----- | ------- | ------- | ----- | ----- | ----- | ----- | -------- | -------- | -------- | ----- | ---- | ----- | ----- | -------- | ----- | -------- | -------- | ----- |
| 1964년     | 히로시마   | 3     | 2     | 2     | 0     | 0     | 0       | 0       | 0     | 0     | 0     | 0     | 0        | 0        | 0        | 0     | 0    | 0     | 1     | 0        | .000  | .000     | .000     | .000  |
| 1965년     | 히로시마   | 20    | 33    | 30    | 1     | 4     | 0       | 0       | 0     | 4     | 1     | 1     | 1        | 0        | 0        | 3     | 0    | 0     | 16    | 1        | .133  | .212     | .133     | .345  |
| 1966년     | 히로시마   | 1     | 0     | 0     | 0     | 0     | 0       | 0       | 0     | 0     | 0     | 0     | 0        | 0        | 0        | 0     | 0    | 0     | 0     | 0        | ----  | ----     | ----     | ----  |
| 통산 : 3년 | 통산 : 3년 | 24    | 35    | 32    | 1     | 4     | 0       | 0       | 0     | 4     | 1     | 1     | 1        | 0        | 0        | 3     | 0    | 0     | 17    | 1        | .125  | .200     | .125     | .325  |